# Tiszalúc
Tiszalúc (vyslovováno [tisalúc]) je velká obec v Maďarsku v župě Borsod-Abaúj-Zemplén, spadající pod okres Szerencs. Nachází se asi 14 km jihozápadně od Szerencse. V roce 2015 zde žilo 5 064 obyvatel. Dle údajů z roku 2011 tvoří 96 % obyvatelstva Maďaři a 4 % Romové.
Sousedními vesnicemi jsou Hernádnémeti, Kesznyéten, Köröm, Taktaharkány a Tiszadob.